# Schleppgeschirr

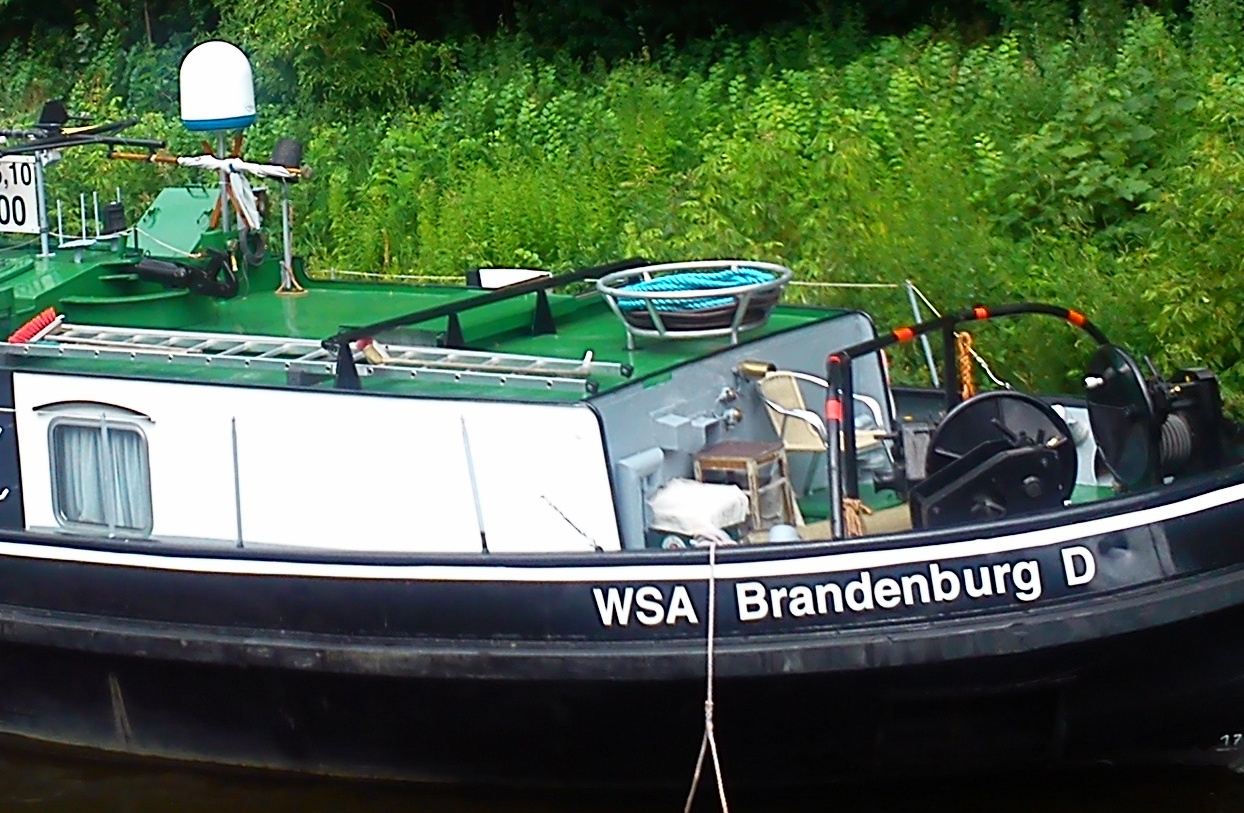
Schleppgeschirr auf einem Eisbrecher mit Sliphaken, halbkreisförmiger Führungsschiene und Schleppbügeln

Als Schleppgeschirr wird eine spezielle Ausrüstung auf Schiffen zum Schleppen von anderen Schiffen bezeichnet. Diese Ausrüstung auf Schleppfahrzeugen ist abhängig vom bevorzugten Einsatzgebiet. Bei Hafen- und Bugsierschleppern werden sie als Radialschleppgeschirr mit seitlichem Trossenzug angelegt. Der Patentsliphaken für die Schlepptrosse ist an einem Schwenkarm, der nach Backbord und Steuerbord ausschwenken kann befestigt und bewirkt dadurch gleichmäßige Kraftangriffspunkte für jede Schlepphakenstellung. Der Schwenkarm gleitet dabei auf einer nahezu halbkreisförmigen Schiene. Die Trosse wird von einem oder mehreren Schleppbügeln geführt.

Um bei Seegang stoßartige Belastungen des Schleppgeschirrs zu vermeiden, befinden sich besonders auf Hochseeschleppern Schleppwinden mit Seegangsfolgeeinrichtungen, auch Mooringwinde genannt.